# Мініатюрний елемент живлення

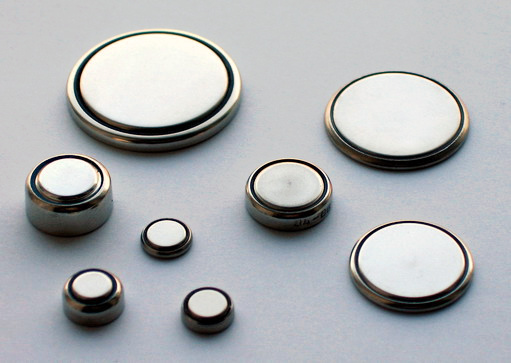
Асортимент мініатюрних елементів живлення

Годинникова батарейка, батарейка-монетка,  батарейка-ґудзик чи батарейка-таблетка – це маленький однокомірковий елемент живлення у формі циліндра який має висоту суттєво менше ніж діаметр, що нагадує ґудзик, монету або таблетку. Її розміри зазвичай становлять: діаметр від 5 до 25 мм, а висота – від 1 до 6 мм. Дно корпусу та плюсова клема елемента зазвичай виготовлені з нержавіючої сталі; верхня металева кришка ізольована від неї та є мінусовою клемою.

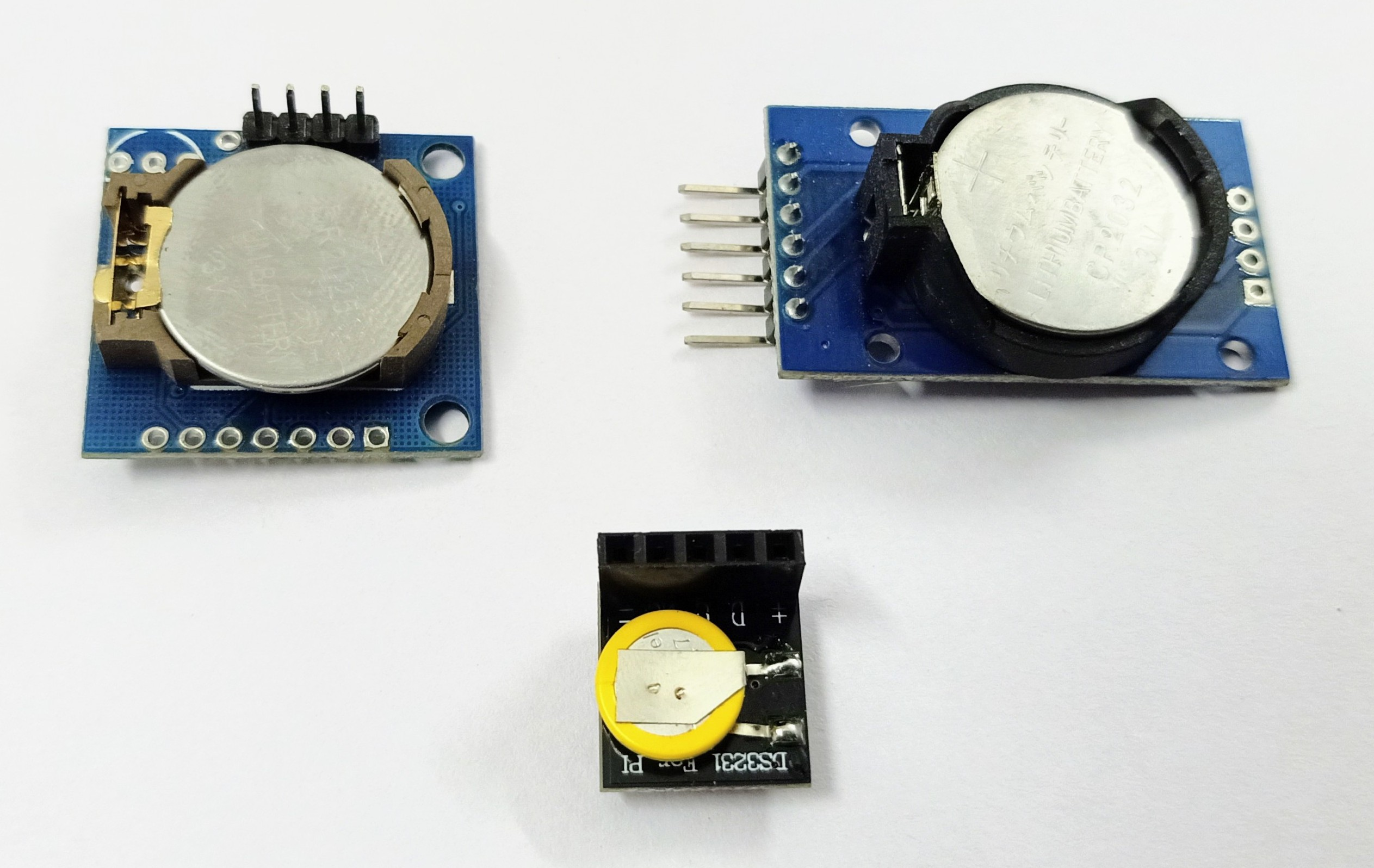
Елемент живлення в годинниках реального часу RTC

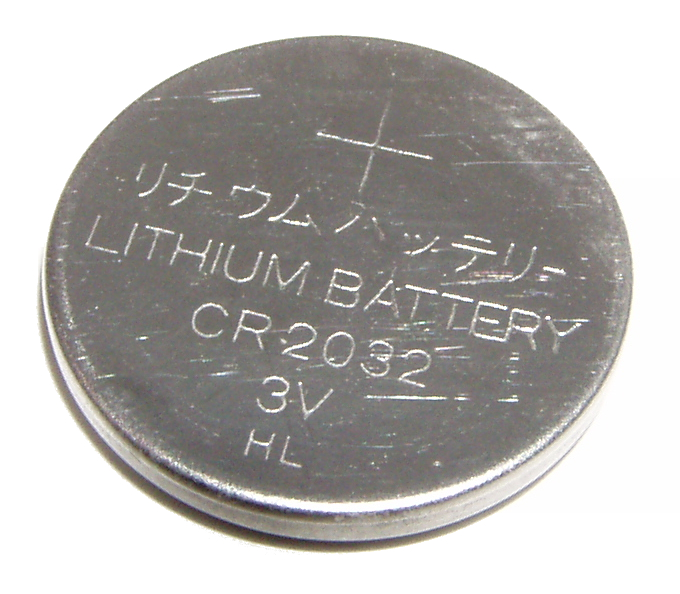
Батарея для годинника комп'ютера CR2032 (літієвий анод, 3 V, 20,0 мм × 3,2 мм)

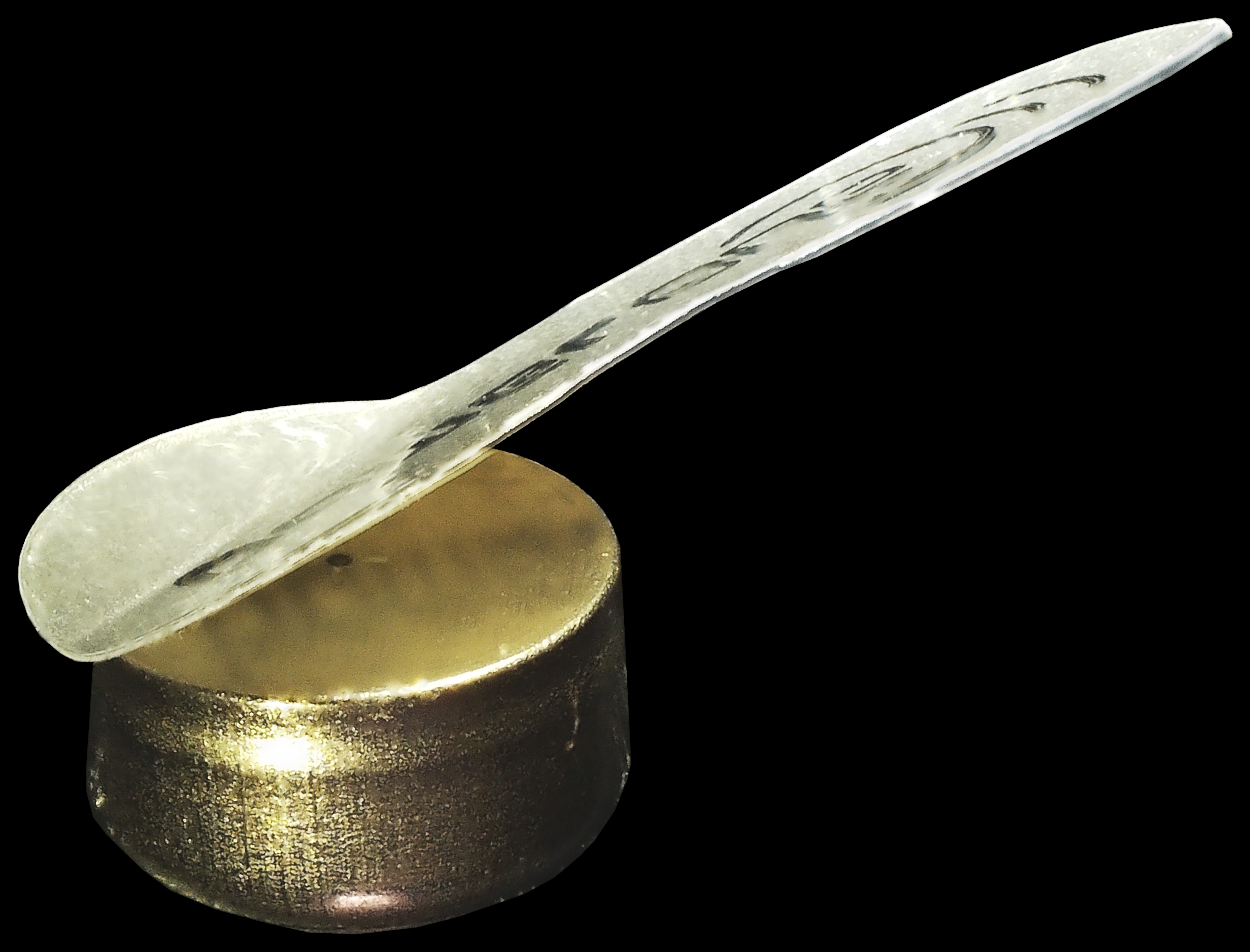
Цинково-повітряний елемент PR70, видно вентиляцій отвір

Елементи розміром з таблетку використовуються для живлення невеликих портативних електронних пристроїв, таких як наручні годинники та кишенькові калькулятори.
Ширші батарейки зазвичай називають монетками. Пристрої, що використовують батарейки-монетки, як правило, розроблені з урахуванням тривалого терміну служби елемента живлення, зазвичай понад рік безперервної роботи в наручному годиннику. Більшість батарейок мають низький саморозряд і зберігають заряд протягом тривалого часу, якщо їх не використовувати.
Такі батарейки одноелементні елементи живлення, зазвичай одноразові (не перезаряджувані).
Поширеними матеріалами анода є цинк або літій. Поширеними матеріалами катода є діоксид марганцю, оксид срібла, моно-фторид вуглецю, оксид міді або кисень з повітря. Колись були поширені ртутно-цикові батарейки але їх більше не виготовляють через токсичність та вплив ртуті на довкілля.

## Маркування
Стандарт міжнародної електротехнічної комісії (IEC) 60086-3 визначає систему кодування з використанням літер та цифр для «годинникових батарейок». Наприклад розмір елементу за стандартом IEC закодований в назві. Виробники часто мають власну систему імен, наприклад, LR1154 або LR44 за стандартом IEC у різних виробників має назви AG13, 357, A76 та інші.
В стандарті IEC, до прикладу LR44 перша літера L визначає електро-хімічні складники батареї. Друга літера R позначає круглу (циліндричну) форму. Цифри 44 кодують її розмір згідно таблиці. Альтернативна назва LR1154, де літери означають теж саме, 1154 означають розміри 11х5.4 мм (точніше 11.6мм х 5.4мм).

### Електрохімічна система
За стандартом IEC перша літера назви визначає електро-хімічні складники батареї. Від хімії залежить номінальна напруга:
| Літера | Поширена назва елементу | Катод (позитивний електрод)          | Електроліт                | Анод(негативний електрод) | Номінальна напруга (V) | Кінцева напруга (V) | Максимальна напруга (V) | Коментар |
| ------ | ----------------------- | ------------------------------------ | ------------------------- | ------------------------- | ---------------------- | ------------------- | ----------------------- | --- |
| -      | Вугільно-цинковий       | Оксид марганцю                       | Хлорид цинку              | Цинк                      | 1.5                    | ?                   | 1.72                    | |
| L      | Лужний                  | Оксид марганцю                       | Гідроксиди лужних металів | Цинк                      | 1.5                    | 1.0                 | 1.65                    | Набагато вища ємність ніж вугільно-цинковий.                                                                                  |
| S      | Срібло-цинковий         | Оксид срібла                         | Гідроксиди лужних металів | Цинк                      | 1.55                   | 1.2                 | 1.63                    | SR це синонім комерційного AG. Трохи вища номінальна ємність, набагато вища ефективна ємність для пристроїв з вищою напругою. |
| P      | Цинково-повітряний      | Кисень                               | Гідроксиди лужних металів | Цинк                      | 1.4                    | 1.2                 | 1.68                    | Висока ємність. Активується відкриттям вентиляційного отвору. Електроліт може висихати                                        |
| C      | Літієвий                | Оксид марганцю                       | Органічні сполуки         | Літій                     | 3                      | 2.0                 | 3.7                     | Дуже поширений. Поступово втрачає напругу з розрядом                                                                          |
| B      |                         | Карбон монофторид                    | Органічні сполуки         | Літій                     | 3                      | 2.0                 | 3.7                     | Схоже на вуглецеві, але з кращими показниками                                                                                 |
| G      |                         | Copper oxide                         | Органічні сполуки         | Літій                     | 1.5                    | 1.2                 | 2.3                     | |
| Z      | Метагідроксид нікелю    | Оксид марганцю, Метагідроксид нікелю | Гідроксиди лужних металів | Цинк                      | 1.5                    | ?                   |                         | |
| E      | Тіонілхлорид            | Тіонілхлорид                         | Органічні сполуки         | Літій                     | 3.6                    | ?                   | 3.9                     | |
| F      | Сульфід заліза          | Сульфід заліза                       | Органічні сполуки         | Літій                     | 1.5                    | ?                   | 1.83                    | Низькотемпературні, висока ємність.                                                                                           |
| M, N   | Ртутно-цинковий         | Оксид ртуті                          | Гідроксиди лужних металів | Цинк                      | 1.35/1.40              | 1.1                 | ?                       | |

Для елементів живлення, в яких напруга різко падає наприкінці терміну служби (графік напруги-часу нагадує скелю), кінцева напруга є значення на "краю обриву", після якого напруга падає дуже швидко.
Для елементів живлення, в яких напруга знижується поступово (графік з пологим пологим спадом), кінцева напруга це напруга, нижче якої подальше розрядження може призвести до пошкодження елемента живлення та, можливо, пристрою, який він живить. Ця напруга зазвичай становить 1,0 або 0,9 В.
Елементи живлення з літерами-префіксами L, S та C є на сьогоднішній день найпоширенішими типами, які використовуються в  кварцових годинниках, калькуляторах, кишенькових КПК, годинниках комп'ютерів та світлодіодних ліхтариках. Такі батарейки, як правило, є літієвими або лужно-марганцевими батарейками, що забезпечують довгий термін служби та стабільну напругу.
Мініатюрні повітряно-цинкові батарейки – маркуються літерою P – використовуються в слухових апаратах та медичних приладах. Вони мають високу ємність струму, але обмежений термін служби.
В системі маркування IEC є більші елементи живлення, якщо вони не мають префікса який кодує електрохімію, це означає, що вони є вуглецево-цинковими батареями. Але цей тип не виготовляється в форматі мініатюрних батарейок-таблеток.
Цей стандарт описує лише одноразові батареї. Для акумуляторів такого формфактору, що можна перезаряджати IEC пропонує такі префікси: 
- Н - сплави нікелю-оксидні з водним електролітом, 1,2В
- К - кадмій-нікелевий оксид з водним електролітом, 1,2В
- PB - свинець-свинець-діоксид з сірчанокислим електролітом, 2В
- IC - літій-кобальт оксид з органічним електролітом, 3.8V
- IN - літій-нікель оксид з органічним електролітом, 3,8В
- IM - літій-марганець оксид з органічним електролітом, 3,8В

Виробники акумуляторів, використовують інші префікси, не передбачені стандартом IEC, наприклад елементи з префіксами ML і LiR використовують літієву електрохімію.

### Формфактор та розміри
| Числовийкод | Діаметр(мм) | Висота(мм) |
| ----------- | ----------- | ---------- |
| 9           | 15.5        | 6          |
| 41          | 7.9         | 3.6        |
| 42          | 11.6        | 3.6        |
| 43          | 11.6        | 4.2        |
| 44          | 11.6        | 5.4        |
| 45          | 9.5         | 3.6        |
| 48          | 7.9         | 5.4        |
| 52          | 15.8        | 11.1       |
| 54          | 11.6        | 3.05       |
| 55          | 11.6        | 2.15       |
| 56          | 11.6        | 2.6        |
| 57          | 9.5         | 2.7        |
| 58          | 7.9         | 2.1        |
| 59          | 7.9         | 2.65       |
| 60          | 6.8         | 2.15       |
| 62          | 5.8         | 1.65       |
| 63          | 5.8         | 2.15       |
| 64          | 5.8         | 2.7        |
| 65          | 6.8         | 1.65       |
| 66          | 6.8         | 2.6        |
| 67          | 7.9         | 1.55       |
| 68          | 9.5         | 1.65       |
| 69          | 9.5         | 2.1        |

| Цілачастинадіаметру | Діаметр(мм) | Похибка(мм) |
| ------------------- | ----------- | ----------- |
| 4                   | 4.8 ±0,15   | ±0,15       |
| 5                   | 5.8 ±0,15   | ±0,15       |
| 6                   | 6.8 ±0,15   | ±0,15       |
| 7                   | 7.9 ±0,15   | ±0,15       |
| 9                   | 9.5 ±0,15   | ±0,15       |
| 10                  | 10.0 ±0,20  | ±0,20       |
| 11                  | 11.6 ±0,20  | ±0,20       |
| 12                  | 12.5 ±0,25  | ±0,25       |
| 16                  | 16.0 ±0,25  | ±0,25       |
| 20                  | 20,0 ±0,25  | ±0,25       |
| 23                  | 23.0 ±0,50  | ±0,50       |
| 24                  | 24.5 ±0,50  | ±0,50       |

Розмір корпусу батарейки-таблетки кодується 1-2, або 3-4 значним кодом.
Якщо число 1-2-значне це код, що вказує на стандартній типорозмір корпусу.
Якщо  3-4-значне, то там  декодується в діаметр і висоту елемента. Перші одна або дві цифри позначають зовнішній діаметр батареї в міліметрах (округлені у меншу сторону). Останні дві цифри – висота в десятих частках міліметра.
Стандарт описує діаметр до десятих частин міліметра. Кодування описує діаметр неточно, лише до цілих частин міліметра, точний вказаний стандартом. Наприклад якщо розмір вказаний як SR516 то 5 означає 5,8 мм у діаметрі. В стандарті не наведені інші розміри з 5 цілими мм діаметру щоб не було неоднозначності.

### Приклади
SR516 - це трьохзначний код 5-16. 5 це кількість мм цілих висоти, згідно стандарту точний діаметр 5.8 мм, висота 1,6 мм (16/10 мм) 
LR1154 - це чотирьохзначний код 11-54. 11 це діаметр, а саме 11.6 мм. 54 - це 5.4 мм висоти. Цей формфактор часто позначається LR44.
LR44 - 44 це двохзначний код, згідно таблиці 44 це діаметр 11.6 мм. 
Літера L тут означає лужну (оксид марганцю, цинк) електрохімію. В той час як SR44 має той самий розмір, але S означає срібло-цинкову електрохімію.

### Суфікс
Після коду розміру батарейки в позначенні типу може бути додаткова літера для позначення електроліту що використовується в батарейці:
- P: гідроксид калію
- S: гідроксиду натрію
- Без літери: органічний електроліт

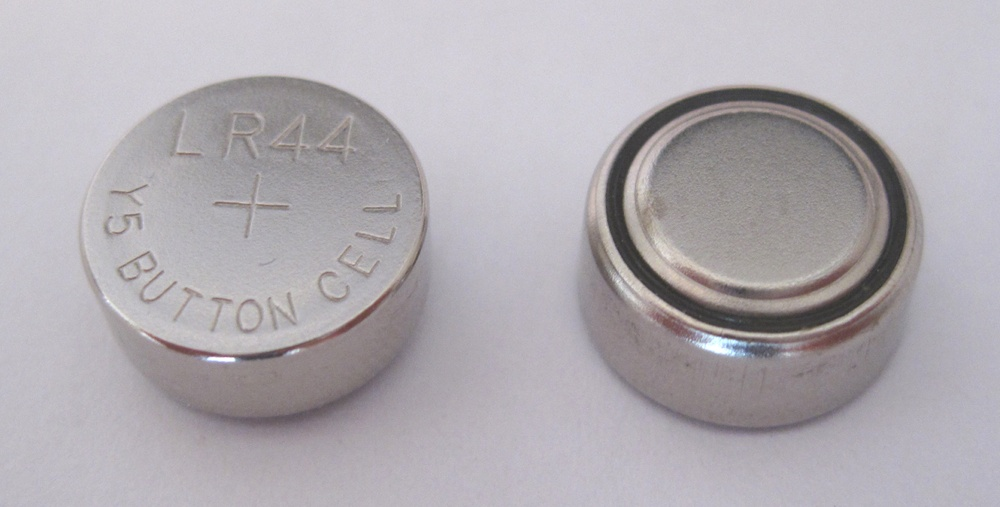
Лужний елемент LR44, також відомий як LR1154

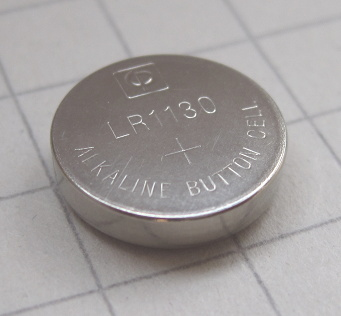
Лужний елемент LR1130, також відомий як LR54

Розмір корпусу батарейки-таблетки кодується 1-2, або 3-4 значним кодом.
Якщо число 1-2-значне це код, що вказує на стандартній типорозмір корпусу.
Якщо  3-4-значне, то там  декодується в діаметр і висоту елемента. Перші одна або дві цифри позначають зовнішній діаметр батареї в міліметрах (округлені у меншу сторону). Останні дві цифри – висота в десятих частках міліметра.
Стандарт описує діаметр до десятих частин міліметра. Кодування описує діаметр неточно, лише до цілих частин міліметра, точний вказаний стандартом. Наприклад якщо розмір вказаний як SR516 то 5 означає 5,8 мм у діаметрі. В стандарті не наведені інші розміри з 5 цілими мм діаметру щоб не було неоднозначності.

## Небезпека
Мініатюрні батарейки є потенційно небезпечними для маленьких дітей, які, не розуміючи небезпеки, можуть випадково проковтнути їх. Такий акт може спричинити серйозні травми внутрішніх органів, хімічні або термічні опіки, а навіть призвести до летальних наслідків. Для зменшення ризику та серйозності пошкоджень стравоходу, якщо є підозра що людина проковтнула батарейку, можна використати мед, але це не замінює необхідність видалення батарейки. 